# MIDNIGHT EXPRESS〜天涯へ
沢木耕太郎 〜MIDNIGHT EXPRESS 天涯へ〜（さわきこうたろう・ミッドナイト・エクスプレス・てんがいへ）は、1997年から例年12月25日（24日深夜）にJ-WAVEで放送されているラジオ番組。作家の沢木耕太郎がナビゲーターを務めている。副題として「Anywhere but here〜ここではない何処かへ〜」と付されている。

## 概要
1997年からJ-WAVE CHRISTMAS SPECIALの特別番組の一つとして放送されている。沢木がこの1年間に各地を旅行したことなどの体験談を語ったり、リスナーからの投稿はがき・メールを紹介し、またリスナーと電話をつないで番組を進行していく。そして番組のエンディングはトム・ウェイツの「INNOCENT WHEN YOU DREAM」が流され締めくくられる。 
基本的に主演者は沢木一人だが、1997年放送の時はテレビドラマ化された『劇的紀行 深夜特急』（名古屋テレビ）で沢木役を務めた大沢たかおがゲスト出演した。

## 放送時間
- 12月25日 0:00 - 3:00 （24日深夜）